# Pakisztán a 2008. évi nyári olimpiai játékokon
Pakisztán a kínai Pekingben megrendezett 2008. évi nyári olimpiai játékok egyik részt vevő nemzete volt. Az országot az olimpián 4 sportágban 21 sportoló képviselte, akik érmet nem szereztek.

## Atlétika
Férfi
| Versenyző    | Versenyszám | Előfutam | Előfutam | Előfutam | Negyeddöntő | Negyeddöntő | Negyeddöntő | Elődöntő | Elődöntő | Elődöntő | Döntő   | Döntő    |
| Versenyző    | Versenyszám | Idő      | Hely.    | Össz.    | Idő         | Hely.       | Össz.       | Idő      | Hely.    | Össz.    | Idő     | Helyezés |
| ------------ | ----------- | -------- | -------- | -------- | ----------- | ----------- | ----------- | -------- | -------- | -------- | ------- | -------- |
| Abdul Rashid | 110 m gát   | 14,52    | 8.       | 40.      | kiesett     | kiesett     | kiesett     | kiesett  | kiesett  | kiesett  | kiesett | kiesett  |

Női
| Versenyző      | Versenyszám | Előfutam | Előfutam | Előfutam | Negyeddöntő | Negyeddöntő | Negyeddöntő | Elődöntő | Elődöntő | Elődöntő | Döntő   | Döntő    |
| Versenyző      | Versenyszám | Idő      | Hely.    | Össz.    | Idő         | Hely.       | Össz.       | Idő      | Hely.    | Össz.    | Idő     | Helyezés |
| -------------- | ----------- | -------- | -------- | -------- | ----------- | ----------- | ----------- | -------- | -------- | -------- | ------- | -------- |
| Sadaf Siddiqui | 100 m       | 12,41    | 7.       | 61.      | kiesett     | kiesett     | kiesett     | kiesett  | kiesett  | kiesett  | kiesett | kiesett  |

## Gyeplabda

### Férfi
| #               | Név                        |         |         |         |         |         |         |         |
| Kapusok         | Kapusok                    | Kapusok | Kapusok | Kapusok | Kapusok | Kapusok | Kapusok | Kapusok |
| --------------- | -------------------------- | ------- | ------- | ------- | ------- | ------- | ------- | ------- |
| 1               | Salman Akbar               |         |         |         |         |         |         |         |
| 12              | Nasir Ahmed                |         |         |         |         |         |         |         |
| Mezőnyjátékosok |                            |         |         |         |         |         |         |         |
| 2               | Zeeshan Ashraf (CSK)       |         |         |         |         |         |         |         |
| 3               | Muhammad Imran             |         |         |         |         |         |         |         |
| 4               | Muhammad Javed             |         |         |         |         |         |         |         |
| 5               | Muhammad Saqlain           |         |         |         |         |         |         |         |
| 6               | Adnan Maqsood              |         |         |         |         |         |         |         |
| 7               | Muhammad Waqas             |         |         |         |         |         |         |         |
| 8               | Waqas Akbar                |         |         |         |         |         |         |         |
| 9               | Shakeel Abbasi             |         |         |         |         |         |         |         |
| 10              | Rehan Butt                 |         |         |         |         |         |         |         |
| 11              | Syed Abbas Haider Bilgrami |         |         |         |         |         |         |         |
| 13              | Syed Imrab Ali Warsi       |         |         |         |         |         |         |         |
| 14              | Muhammad Asif Rana         |         |         |         |         |         |         |         |
| 15              | Muhammad Zubair            |         |         |         |         |         |         |         |
| 16              | Shafqat Rasool             |         |         |         |         |         |         |         |
| Tartalékok      |                            |         |         |         |         |         |         |         |
|                 | Muhammad Ateeq             |         |         |         |         |         |         |         |
|                 | Shabbir Ahmed Khan         |         |         |         |         |         |         |         |
| Vezetőedző      |                            |         |         |         |         |         |         |         |
|                 | Naveed Alam                |         |         |         |         |         |         |         |

#### Eredmények
Csoportkör
B csoport
| Csapat                        | M | Gy | D | V | G+ | G– | Gk  | P  |
| ----------------------------- | - | -- | - | - | -- | -- | --- | -- |
| Hollandia (NED)               | 5 | 4  | 1 | 0 | 16 | 6  | +10 | 13 |
| Ausztrália (AUS)              | 5 | 3  | 2 | 0 | 24 | 7  | +17 | 11 |
| Nagy-Britannia (GBR)          | 5 | 2  | 2 | 1 | 10 | 7  | +3  | 8  |
| Pakisztán (PAK)               | 5 | 2  | 0 | 3 | 11 | 13 | –2  | 6  |
| Kanada (CAN)                  | 5 | 1  | 1 | 3 | 10 | 17 | –7  | 4  |
| Dél-afrikai Köztársaság (RSA) | 5 | 0  | 0 | 5 | 4  | 25 | –21 | 0  |

| 2008. augusztus 11. 10:30 | Pakisztán (PAK)                            | 2–4               | Nagy-Britannia (GBR)                            | Játékvezetők: John Wright (RSA), Amarjit Singh (MAS) |
| 2008. augusztus 11. 10:30 | Abbasi 45' · Waqas 59'                     | (0–3) Jegyzőkönyv | Tindall 2' · Moore 14' · Jackson 29' · Daly 62' | Játékvezetők: John Wright (RSA), Amarjit Singh (MAS) |
| 2008. augusztus 11. 10:30 | Waqas 27' Bilgrami Egy mérkőzéses eltiltás | Büntetések        | Kirkham 24' Hawes 47'                           | Játékvezetők: John Wright (RSA), Amarjit Singh (MAS) |

| 2008. augusztus 13. 18:00 | Kanada (CAN)         | 1–3               | Pakisztán (PAK)                    | Játékvezetők: Kim Hong-Lae (KOR), David Leiper (GBR) |
| 2008. augusztus 13. 18:00 | Kullar 35'           | (1–0) Jegyzőkönyv | Imran 39' · Rasool 39' · Waqas 57' | Játékvezetők: Kim Hong-Lae (KOR), David Leiper (GBR) |
| 2008. augusztus 13. 18:00 | Grimes 20' Singh 50' | Büntetések        | Imran 55'                          | Játékvezetők: Kim Hong-Lae (KOR), David Leiper (GBR) |

| 2008. augusztus 15. 18:30 | Pakisztán (PAK)                        | 1–3               | Ausztrália (AUS)                      | Játékvezetők: Henrik Ehlers (DEN), Gary Simmonds (RSA) |
| 2008. augusztus 15. 18:30 | Abbasi 16'                             | (1–1) Jegyzőkönyv | Schubert 20' · Dwyer 41' · Brooks 59' | Játékvezetők: Henrik Ehlers (DEN), Gary Simmonds (RSA) |
| 2008. augusztus 15. 18:30 | Saqlain 34' 67' Waqas 17' W. Akbar 68' | Büntetések        | Hammond 26'                           | Játékvezetők: Henrik Ehlers (DEN), Gary Simmonds (RSA) |

| 2008. augusztus 17. 18:00 | Pakisztán (PAK)                     | 3–1               | Dél-afrikai Köztársaság (RSA)       | Játékvezetők: Amarjit Singh (MAS), Kim Hong-Lae (KOR) |
| 2008. augusztus 17. 18:00 | Javed 9' · Abbasi 44' · Saqlain 60' | (1–1) Jegyzőkönyv | Smith 31'                           | Játékvezetők: Amarjit Singh (MAS), Kim Hong-Lae (KOR) |
| 2008. augusztus 17. 18:00 | Abbasi 60'                          | Büntetések        | Cronje 7' Jacobs 60' Rose-Innes 68' | Játékvezetők: Amarjit Singh (MAS), Kim Hong-Lae (KOR) |

| 2008. augusztus 19. 08:30 | Hollandia (NED)                                     | 4–2               | Pakisztán (PAK)         | Játékvezetők: David Leiper (GBR), Kim Hong-Lae (KOR) |
| 2008. augusztus 19. 08:30 | M. Brouwer 41' · Taekema 46', 58' · Hertzberger 69' | (0–1) Jegyzőkönyv | Imran 28' · Maqsood 65' | Játékvezetők: David Leiper (GBR), Kim Hong-Lae (KOR) |
| 2008. augusztus 19. 08:30 | G.-J. Derikx 38' Vogels 65'                         | Büntetések        | Javed 49' Ashraf 51'    | Játékvezetők: David Leiper (GBR), Kim Hong-Lae (KOR) |

A 7. helyért
| 2008. augusztus 21. 11:00 | Új-Zéland (NZL)                           | 4–2               | Pakisztán (PAK)         | Játékvezetők: Kim Hong-Lae (KOR), Gary Simmonds (RSA) |
| 2008. augusztus 21. 11:00 | Child 26' · H. Shaw 39', 53' · Brooks 43' | (1–0) Jegyzőkönyv | Bilgrami 46' · Butt 56' | Játékvezetők: Kim Hong-Lae (KOR), Gary Simmonds (RSA) |
| 2008. augusztus 21. 11:00 |                                           | Büntetések        | Maqsood 6'              | Játékvezetők: Kim Hong-Lae (KOR), Gary Simmonds (RSA) |

| Csapat          | Helyezés |
| --------------- | -------- |
| Pakisztán (PAK) | 8.       |

## Sportlövészet
Férfi
| Versenyző     | Versenyszám           | Selejtező | Selejtező | Döntő   | Döntő    |
| Versenyző     | Versenyszám           | Pont      | Helyezés  | Pont    | Helyezés |
| ------------- | --------------------- | --------- | --------- | ------- | -------- |
| Mohammad Umer | Légpuska              | 578       | 48.       | kiesett | kiesett  |
| Mohammad Umer | Sportpuska, összetett | 1116      | 49.       | kiesett | kiesett  |

## Úszás
Férfi
| Versenyző | Versenyszám | Előfutam | Előfutam | Előfutam | Elődöntő | Elődöntő | Elődöntő | Döntő   | Döntő    |
| Versenyző | Versenyszám | Idő      | Hely.    | Össz.    | Idő      | Hely.    | Össz.    | Idő     | Helyezés |
| --------- | ----------- | -------- | -------- | -------- | -------- | -------- | -------- | ------- | -------- |
| Adil Baig | 50 m gyors  | 25,66    | 7.       | 74.      | kiesett  | kiesett  | kiesett  | kiesett | kiesett  |

Női
| Versenyző  | Versenyszám | Előfutam | Előfutam | Előfutam | Elődöntő | Elődöntő | Elődöntő | Döntő   | Döntő    |
| Versenyző  | Versenyszám | Idő      | Hely.    | Össz.    | Idő      | Hely.    | Össz.    | Idő     | Helyezés |
| ---------- | ----------- | -------- | -------- | -------- | -------- | -------- | -------- | ------- | -------- |
| Kiran Khan | 50 m gyors  | 29,84    | 6.       | 69.      | kiesett  | kiesett  | kiesett  | kiesett | kiesett  |